# Horacio Elizondo
Horacio Marcelo Elizondo (Quilmes, 4 de novembro de 1963) é um ex-árbitro de futebol argentino. Considerado um dos melhores árbitros do mundo, foi designado para apitar a partida final da Copa do Mundo de 2006 no dia 9 de julho.
Horacio apitava partidas da primeira divisão argentina desde 1992, sendo o seu primeiro trabalho a partida entre Deportivo Español e Belgrano.
Em 1994, começou a apitar partidas internacionais. Ao todo, Elizondo já arbitrou cerca de 400 partidas, dirigindo partidas da Copa América de 1997 e 1999, das eliminatórias paras as Copas do Mundo da França, Coréia do Sul/Japão e Alemanha, e os campeonatos mundiais sub-17 (1997 e 2003) e sub-20 (2003). Apitou também todas as partidas de competições continentais da Conmebol (Confederação Sul-Americana de Futebol), tendo apitado as finais da competição em 2002 e 2005.
Atualmente é considerado o melhor árbitro da Argentina e apitou pela primeira vez partidas da Copa do Mundo da Alemanha.
Um fato curioso a respeito de Elizondo é que ele foi o primeiro árbitro a apitar as partidas de abertura e a final de uma mesma copa, feito ocorrido na Copa do Mundo de 2006.
Aposentou-se em 10 de dezembro de 2006, após apitar sua última partida entre Boca Juniors e Lanús.

## Estatísticas
| Evento                | Partidas |    |   |   |
| --------------------- | -------- | -- | - | - |
| Libertadores 2006     | 2        | 9  | 0 | 2 |
| CONMEBOL              | 9        | 28 | 0 | 1 |
| Copa do Mundo de 2006 | 4        | 20 | 0 | 2 |
| Total                 | 13       | 54 | 0 | 5 |